# Epsiprantel
Epsiprantel je anthelmintikum působicí proti tasemnicím (Taenia, Echinococcus, Dipylidium) a některým motolicím např. rodu Schistosoma. Patří do skupiny chinolinových derivátů. Spektrem působení ale i chemicky je podobný známějšímu prazikvantelu.

## Indikace
Používá se k odčervení psů, koček a lidí v těchto indikovaných případech.

### U lidí
- schistosomóza[2]

### U psů a koček
- Taenia pisiformis[3]
- Dipylidium caninum[3]
- Hydatigera taeniaeformis[3]
- Echinococcus multilocularis[4]
- Echinococcus granulosus[5]